# Kintyre

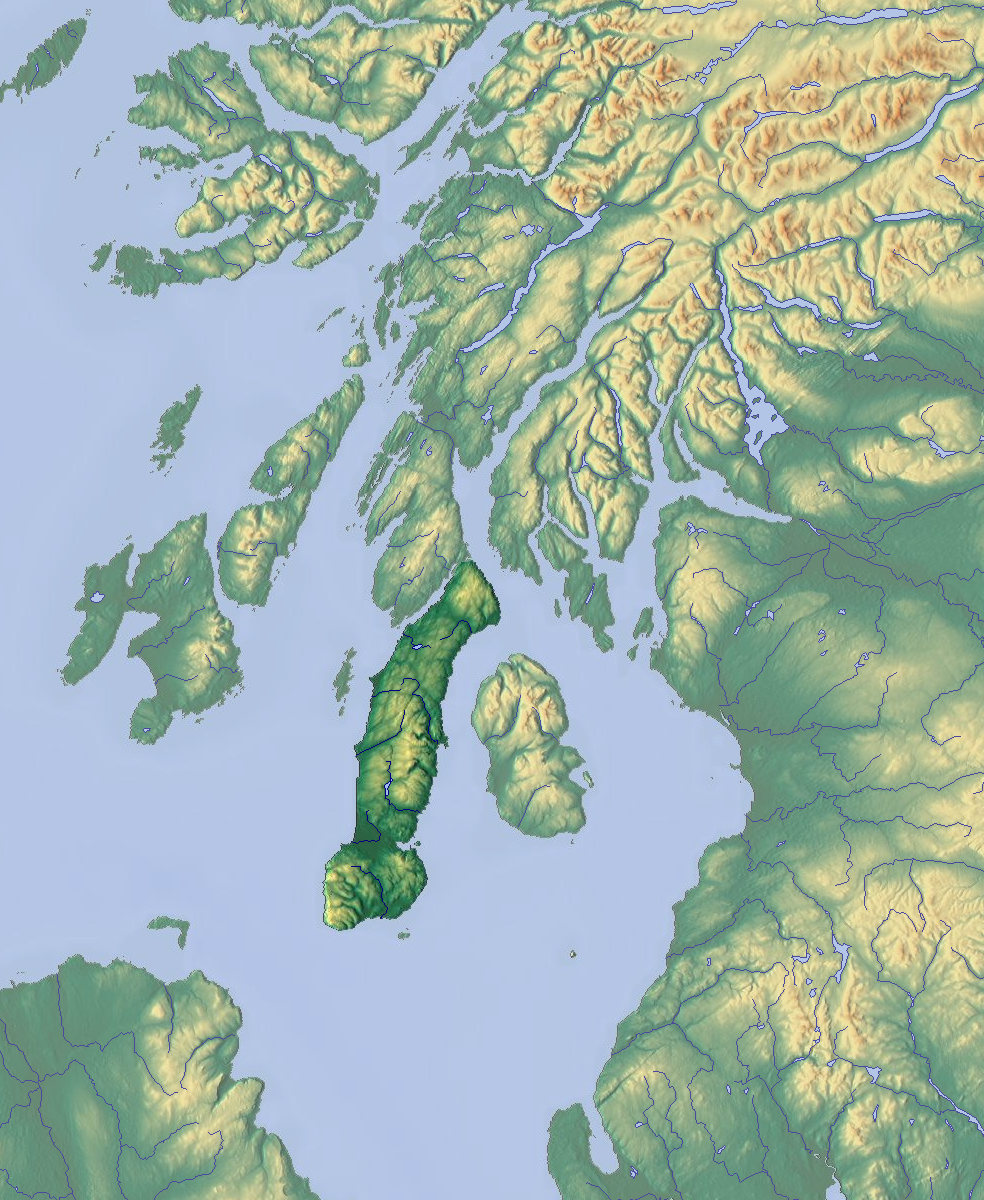
Kintyre evidenziato all'interno dell'Argyll

Kintyre (in lingua gaelica scozzese: Cinn Tìre, pronuncia IPA: /kʲʰiɲˈtʲʰiːɾʲə/) è una penisola della Scozia occidentale, situata nella parte sud-occidentale di Argyll e Bute. La regione si estende per approssimativamente 30 miglia (48 km) dal Mull of Kintyre a sud fino a East Loch Tarbert a nord. La regione immediatamente a nord del Kintyre è conosciuta come Knapdale.
Il Kintyre è lungo e stretto, e nessun punto misura più di 18 km da costa a costa. Il lato orientale della penisola confina con il  Kilbrannan Sound, con diversi picchi costieri come il Torr Mor. La parte centrale della penisola è costituita principalmente da brughiere collinari, mentre le aree costiere sono ricche e fertili. Il Kintyre è stata un'area molto ricercata dai coloni, tra cui i primi scozzesi che migrarono dall'Ulster alla Scozia occidentale e i Vichinghi e Norreni che conquistarono e si insediarono nell'area prima dell'inizio del secondo millennio.
La città principale dell'area è Campbeltown, situata a circa 9 km di strada da Mull, che è un royal burgh sin dalla metà del XVIII secolo. L'economia dell'area si basa principalmente su pesca e agricoltura, anche se Campbeltown produce uno dei migliori whisky di puro malto migliori del mondo.

## Città e villaggi del Kintyre

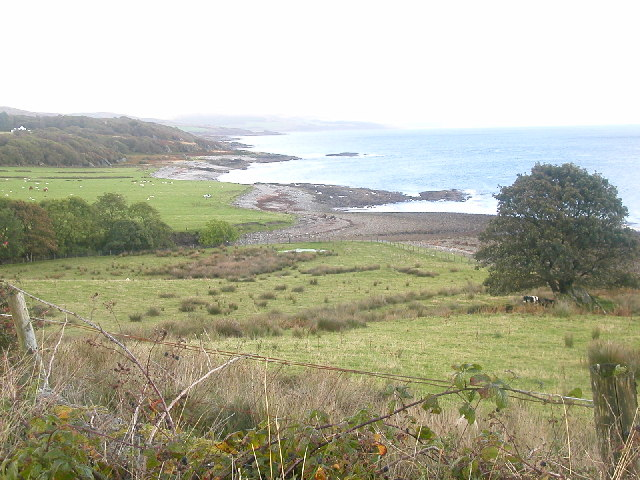
Vista verso nord dalla costa nord-orientale della penisola del Kintyre, in direzione di Skipness e del Sound of Bute

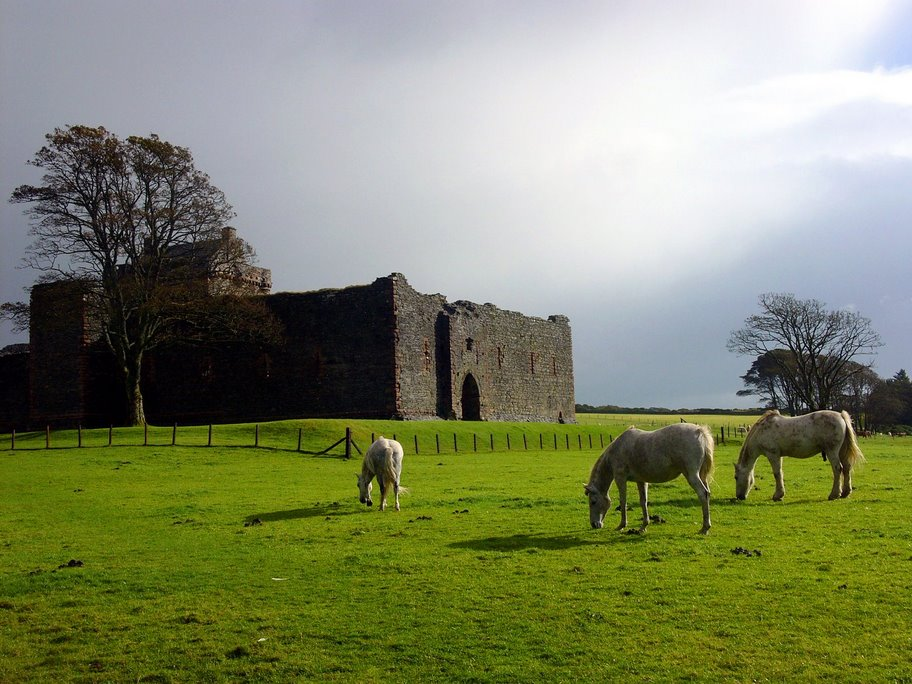
Castello di Skipness

Bellochantuy, Campbeltown, Carradale, Clachan, Claonaig, Drumlemble, Glenbarr, Grogport, Kilchenzie, Machrihanish, Muasdale, Peninver, Saddell, Skipness, Southend, Stewarton, Tayinloan, Tarbert e Whitehouse.